# Schwedische Fußballnationalmannschaft der Frauen/Europameisterschaften
Der Artikel beinhaltet eine ausführliche Darstellung der schwedischen Fußballnationalmannschaft der Frauen bei Europameisterschaften und den Qualifikationen dazu. Schweden nahm immer an der Qualifikation teil und konnte sich für neun Endrunden qualifizieren. Zudem wurde 1984 und 1995 die Finalrunde erreicht, die 1984 und teilweise 1995 mit Hin- und Rückspielen ausgetragen wurde. Schweden konnte bei der ersten Austragung den Titel gewinnen. Hinzu kommen drei zweite Plätze. Bereits 1979 nahm Schweden an der inoffiziellen Europameisterschaft teil und wurde dort Dritter.

## Übersicht
| Jahr | Gastgeberland     | Teilnahme bis…     | Gegner      | Ergebnis           | Trainer/in             | Bemerkungen und Besonderheiten |
| ---- | ----------------- | ------------------ | ----------- | ------------------ | ---------------------- | --- |
| 1984 | keine Endrunde    | Finale             | England     | Europameister      | Ulf Lyfors             | Sieger durch Elfmeterschießen |
| 1987 | Norwegen          | Finale             | Norwegen    | Vize-Europameister | Ulf Lyfors             | |
| 1989 | Deutschland       | Spiel um Platz 3   | Italien     | Dritter            | Gunilla Paijkull       | |
| 1991 | Dänemark          | nicht qualifiziert |             | –                  |                        | Im Viertelfinale an Italien gescheitert. |
| 1993 | Italien           | nicht qualifiziert |             | –                  |                        | Im Viertelfinale an Dänemark gescheitert. |
| 1995 | keine Endrunde    | Finale             | Deutschland | Vize-Europameister | Bengt Simonson         | Finale in einem Spiel in Deutschland verloren |
| 1997 | Norwegen/Schweden | Halbfinale         | Deutschland | –                  | Marika Domanski-Lyfors | Kein Spiel um Platz 3 |
| 2001 | Deutschland       | Finale             | Deutschland | Vize-Europameister | Marika Domanski-Lyfors | Niederlage durch Golden Goal |
| 2005 | England           | Halbfinale         | Norwegen    | –                  | Marika Domanski-Lyfors | Kein Spiel um Platz 3 |
| 2009 | Finnland          | Viertelfinale      | Norwegen    | –                  | Thomas Dennerby        | |
| 2013 | Schweden          | Halbfinale         | Deutschland | –                  | Pia Sundhage           | Kein Spiel um Platz 3 |
| 2017 | Niederlande       | Viertelfinale      | Niederlande | –                  | Pia Sundhage           | Gegner in der Gruppenphase waren Deutschland, Italien und Russland. |
| 2022 | England           | Halbfinale         | England     | –                  | Peter Gerhardsson      | Gegner in der Qualifikation: Island, die Slowakei, Ungarn und Lettland. Gegner bei der Endrunde waren Titelverteidiger Niederlande, Portugal und die Schweiz in der Gruppenphase und Belgien im Viertelfinale. |
| 2025 | Schweiz           | Viertelfinale      | England     |                    | Peter Gerhardsson      | Als Play-off-Sieger der Qualifikation gegen Serbien qualifiziert. |

## Die Turniere

### EM 1984
Für die erste Europameisterschaft hatten nur 16 Mannschaften gemeldet. Da die Aufteilung der Qualifikationsgruppen nach geographischen Gesichtspunkten erfolgte, musste die schwedische Mannschaft in der Qualifikation gegen Norwegen, Finnland und Island antreten. Schweden startete am 18. August 1982 mit einem 6:0 in Finnland in die Qualifikation und gewann auch alle anderen Spiele. Dabei kassierten die Schwedinnen nur beim letzten Spiel, einem 2:1-Sieg in Norwegen ein Gegentor. Damit stand Schweden im Halbfinale und traf in zwei Spielen auf Italien. Zunächst wurde in Rom mit 3:2 gewonnen und dann auch das Rückspiel mit 2:1. Damit hatte Schweden die Endspiele erreicht, in denen England der Gegner war. Da beide ihre Heimspiele mit 1:0 gewannen, kam es im zweiten Spiel zum Elfmeterschießen, das die Schwedinnen mit 4:3 gewannen und damit erster Europameister wurden. Mit drei Toren war Pia Sundhage beste Torschützin der Endrunde.

### EM 1987 in Norwegen
Bereits im selben Jahr begann die Qualifikation für die nächste Europameisterschaft, für die wieder nur 16 Mannschaften gemeldet hatten. Auf eine geographische Einteilung wurde diesmal bis auf eine Ausnahme verzichtet. Schweden traf nun auf die Niederlande, Belgien und Frankreich. Schweden gewann fünf Spiele und verlor nur in den Niederlanden, die auch gegen Belgien verlor. Damit hatten die Schwedinnen am Ende mit zwei Punkten Vorsprung die Gruppe gewonnen.
Die Endrunde der besten vier Mannschaften durfte dann Norwegen ausrichten, das den Heimvorteil nutzte. Im Halbfinale kam es zunächst zur Finalrevanche von 1984 gegen England und nach erneut zähem Kampf hatten die Schwedinnen wieder das bessere Ende für sich. Im Finale verloren sie dann aber den Titel an Norwegen. Beste schwedische Torschützin bei der Endrunde war diesmal Gunilla Axén mit zwei Toren.

### EM 1989 in Deutschland
Bereits drei Monate nach dem Finale begann die Qualifikation für die nächste Endrunde. Wieder traf Schweden auf die Niederlande, zudem Irland und Schottland, das aber nach zwei Spielen zurückzog. Schweden konnte nur das Heimspiel gegen Irland gewinnen, spielte zudem zweimal remis und verlor das letzte entscheidende Spiel um den Gruppensieg in den Niederlanden. Als Gruppenzweite trafen sie im erstmals durchgeführten Viertelfinale auf Dänemark und gewannen in Odense mit 5:1. Damit reichte ein 1:1 im Rückspiel um die Endrunde zu erreichen. Dagegen scheiterte Gruppensieger Niederland an Norwegen, gegen das die Schwedinnen dann bei der Endrunde im Halbfinale verloren. Im kleinen Finale sicherte sich Schweden dann durch einen 2:1-Sieg nach Verlängerung gegen Italien den dritten Platz.

### EM 1991 in Dänemark
In der Qualifikation für die folgende EM-Endrunde trafen die Schwedinnen auf Frankreich und Polen. Schweden gewann die vier Spiele und kassierte nur bei den beiden 4:1-Heimsiegen Gegentore. Im Viertelfinale war dann Italien der Gegner und nach einem 1:1 in Malmö reichte es in Castellammare nur zu einem torlosen Remis. Damit schied Schweden aufgrund der Auswärtstorregel aus. Als bester Viertelfinal-Verlierer qualifizierten sich die Schwedinnen aber für die erste Fußball-Weltmeisterschaft der Frauen 1991 in China.

### EM 1993 in Italien
An der Qualifikation für die folgende EM nahmen schon 23 Mannschaften teil. Um sich für das Viertelfinale zu qualifizieren, musste Schweden in der Gruppenphase wieder gegen Irland und erstmals Spanien spielen, gegen das die Qualifikation mit einem 4:0-Sieg begann. Nach einem 1:1 im Rückspiel und einem 1:0 in Irland wurde die Qualifikation mit einem 10:0 gegen Irland abgeschlossen, was erst 18 Jahre später übertroffen wurde. Im Viertelfinale waren dann die Däninnen der Gegner. Zunächst wurde im heimischen Borås mit 1:2 verloren und dann im Rückspiel nur ein 1:1 erreicht. Damit war Schweden wieder nicht für die besten Vier qualifiziert.

### EM 1995
Bereits neun Monate nach dem Viertelfinalaus begann mit nun 29 Mannschaften die Qualifikation für die nächste Europameisterschaft, die wieder und letztmals ohne Endrunde ausgetragen wurde. Schweden traf erstmals auf Lettland und die Slowakei, die erstmals teilnahmen. Mit vier Siegen ohne Gegentor wurde Schweden wieder Gruppensieger. Im Viertelfinale kam es dann zur Revanche gegen die Däninnen, die diesmal zuerst zu Hause antreten mussten und mit 2:0 gewannen. Durch ein 3:0 im Rückspiel konnte sich Schweden aber für das Halbfinale qualifizieren, das wie 1984 mit Hin- und Rückspiel ausgetragen wurde. Gegner war Norwegen, das im Heimspiel mit 4:3 gewann. Mit einem 4:1-Sieg im Rückspiel konnten die Schwedinnen aber auch diese Niederlage wettmachen und ins Finale einziehen. Dieses fand in einem Spiel in Deutschland statt. Schweden ging in Kaiserslautern vor 8.500 Zuschauern zwar in der sechsten Minute durch Malin Andersson in Führung, die auch 26 Minuten lang hielt. Dann gelang Maren Meinert der Ausgleich. In der zweiten Halbzeit konnten die Deutschen dann noch zwei Tore nachlegen, bevor Anneli Andelén in der 88. Minute noch einmal nachlegen konnte. Für Deutschland war dies der dritte Titelgewinn und seitdem konnte keine andere Mannschaft den Titel gewinnen.

### EM 1997 in Norwegen und Schweden
Sechs Monate nach dem Finale begann für Schweden die Qualifikation für die nächste EM-Endrunde für die nun schon 34 Mannschaften gemeldet hatten und die erstmals mit acht Mannschaften ausgetragen wurde. Auf Grund der unterschiedlichen Spielstärke der gemeldeten Mannschaften wurde die Qualifikation in zwei Kategorien eingeteilt. Die 16 stärksten Mannschaften, zu denen auch Schweden gehörte, spielten um die direkte Qualifikation, die 18 schwächeren Mannschaften um die Möglichkeit bei der nächsten Qualifikation in der höheren Kategorie zu spielen. Im ersten Spiel traf Schweden wieder einmal auf Dänemark und gewann dort mit 2:1. Danach traf Schweden erstmals auf Rumänien und gewann 8:0. Gegen den dritten Gegner Spanien gab es dann beim 1:1 im Heimspiel den einzigen Punktverlust, die drei anderen Spiele wurden aber gewonnen, u. a. mit 8:0 in Spanien, was für die Spanienerinnen bis heute die höchste Niederlage ist. Damit war Schweden als Gruppensieger direkt für die Endrunde qualifiziert. Dänemark als Zweiter und Spanien als Dritter setzten sich dann in den Playoffs gegen Portugal bzw. England durch und durften auch zur Endrunde.
Schweden und Norwegen richteten dann erstmals gemeinsam die Endrunde aus, bei der es auch erstmals eine Gruppenphase gab. Schweden bestritt dabei alle Spiele auf heimischen Boden und traf in der Gruppenphase auf drei EM-Neulinge. Im ersten Spiel war zunächst Russland der Gegner und wurde mit 2:1 besiegt. Danach wartete Qualifikationsgegner Spanien, das offensichtlich aus dem 0:8 gelernt hatte und diesmal nur mit 0:1 verlor. Mit einem 3:0 gegen Frankreich schloss Schweden dann di Gruppenphase ab und traf im Halbfinale auf Titelverteidiger Deutschland. In einem lange offenen Spiel konnte Bettina Wiegmann erst in der 84. Minute das einzige Tor des Spiels erzielen. Im Finale gegen Italien konnte Deutschland dann den Titel auch verteidigen.

### EM 2001 in Deutschland
In der Qualifikation für die EM 2001 spielten die Schwedinnen wieder in der höheren Kategorie und trafen auf drei alte Bekannte: Frankreich, Spanien und die Niederlande. Schweden tat sich zunächst schwer, denn von den ersten drei Spielen wurde nur das Spiel in Spanien mit 5:2 gewonnen, die beiden anderen endeten remis. Nach einem 3:0-Sieg bei den Niederländerinnen, wurde in Frankreich mit 0:2 verloren, dann aber in Spanien mit 7:0 gewonnen. Dies reichte aber nur zum zweiten Platz hinter Frankreich, das kein Spiel verloren hatte. Damit mussten Schweden in die Playoffs gegen Finnland und gewann beide Spiele (5:2 und 5:1). Spanien scheiterte dagegen in den Playoffs an Dänemark.
Bei der Endrunde in Deutschland wurde im ersten Gruppenspiel mit 1:3 gegen die Gastgeberinnen verloren. Dabei hatte Hanna Ljungberg ihre Mannschaft bereits in der 14. Minute in Führung gebracht, die aber nur 30 Minuten hielt. Kurz vor dem Halbzeitpfiff musste zunächst der Ausgleich und dann in der zweiten Halbzeit noch zwei Tore kassiert werden. Im zweiten Spiel gegen England wurde dann mit 4:0 gewonnen. Mit einem 1:0 im letzten Spiel gegen Russland sicherte sich die Mannschaft dann den zweiten Platz. Im Halbfinale trafen die Schwedinnen dann wieder einmal auf Dänemark und Tina Nordlund sicherte mit ihrem Tor in der 9. Minute den Finaleinzug. Hier war dann wieder Deutschland der Gegner. Da beiden diesmal in 90 Minuten kein Tor gelang, kam es zur Verlängerung mit Golden-Goal-Regel, durch die die Deutschen dann den Titel verteidigten. Zwei Jahre später standen sich dann beide im WM-Finale wieder gegenüber und erneut gewannen die Deutschen durch ein Golden Goal.

### EM 2005 in England
Für die EM 2005 wurde der Gastgeber erstmals vorab festgelegt und England erhielt den Zuschlag für die Austragung. In der Kategorie A spielten diesmal 20 Mannschaften in vier Fünfergruppen und Schweden traf auf Italien, Finnland, die Schweiz und erstmals Serbien und Montenegro. Die Schwedinnen starteten mit sechs Siegen und waren damit vorzeitig für die Endrunde qualifiziert, verloren dann aber in Italien und gaben auch im letzten Spiel in Finnland noch einen Punkt ab. Italien als Zweiter und Finnland als Dritter konnten sich in den Playoffs dann aber ebenfalls qualifizieren.
Bei der Endrunde traf Schweden im ersten Spiel auf Dänemark und beide trennten sich mit 1:1. Auch gegen Qualifikationsgegner Finnland reichte es nur zu einem Remis, diesmal ohne Tore. Damit lag Schweden vor dem letzten Spiel gegen Gastgeber England nur auf dem dritten Platz und benötigte einen Sieg zum Weiterkommen. Diesen sicherte Anna Sjöström durch das einzige Tor des Spiels bereits in der dritten Minute und da im Parallelspiel die Finninnen überraschend gegen Dänemark gewannen, war Schweden sogar Gruppensieger. Im Halbfinale gegen Norwegen wurde es dann dramatisch, denn zweimal konnten Hanna Ljungberg eine norwegische Führung ausgleichen, zuletzt eine Minute vor dem Spielende. Damit kam es zur Verlängerung, in der Solveig Gulbrandsen durch ihr zweites Tor den Finaleinzug für Norwegen sicherte. Dort verloren die Norwegerinnen aber wieder einmal gegen Deutschland. Mit drei Toren war Hanna Ljungberg zusammen mit drei anderen Spielerinnen zweitbeste Torschützin des Turniers.

### EM 2009 in Finnland
Die EM 2009 fand in Finnland statt. Erstmals nahmen zwölf Mannschaften am Turnier teil. Geändert wurde auch der Qualifikationsmodus. Die 1. Qualifikationsrunde bestritten nur die 20 schwächsten Nationalmannschaften. Schweden musste erst in der zweiten Runde eingreifen und traf in einer Fünfergruppe auf Italien, Irland, Rumänien und Ungarn. Die Schwedinnen blieben ohne Gegentor und gewannen alle acht Spiele. Damit waren sie als Gruppensieger für die Endrunde qualifiziert. Die zweitplatzierten Italienerinnen sicherten sich in den Playoffs gegen Tschechien ebenfalls das Endrundenticket, während die Drittplatzierten Irinnen an Island scheiterten. Mit acht Toren war Victoria Sandell Svensson beste schwedische und insgesamt sechstbeste Torschützin der Qualifikation.
Bei der Endrunde trafen die Schwedinnen im ersten Spiel auf Russland und gewannen mit 3:0. Im zweiten Spiel folgte ein 2:0 gegen Italien. Damit benötigten die Schwedinnen aus dem letzten Spiel gegen England nur noch einen Punkt um Gruppensieger zu werden und England genügte ein Punkt um als bester Gruppendritter ebenfalls die K.-o.-Runde zu erreichen. Und so trennten sich beide mit 1:1. Im Viertelfinale waren die Schwedinnen dann gegen Norwegen favorisiert, verloren aber mit 1:3.

### EM 2013 in Schweden

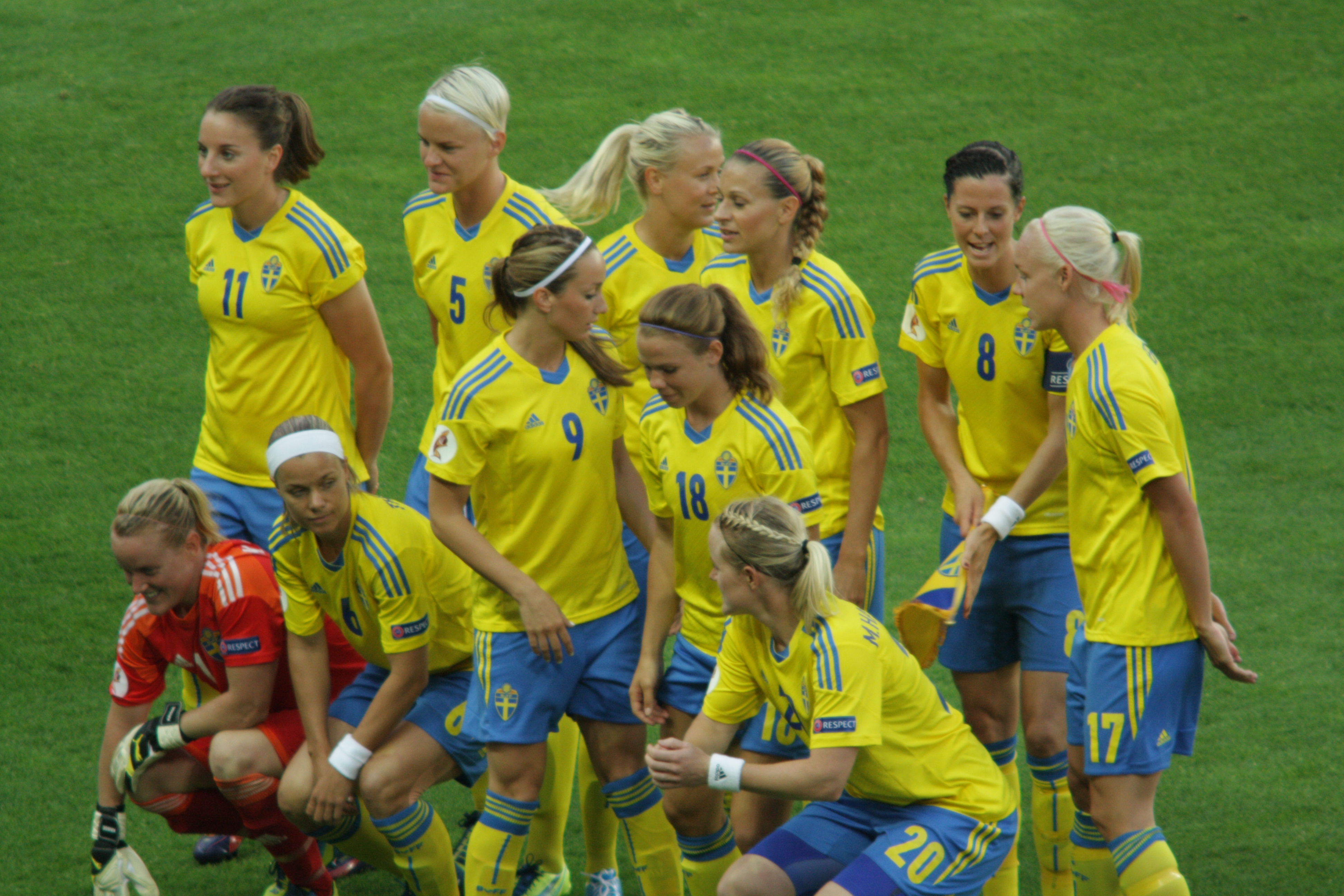
Die Schwedinnen vor dem Halbfinale gegen Deutschland

Für die EM 2013 hatten sich Schweden und die Niederlande als Ausrichter beworben und Schweden erhielt den Zuschlag, wodurch diese zum zweiten Mal in Schweden stattfand und sich Schweden nicht qualifizieren musste.
Bei der Endrunde trennten sich Schweden und Dänemark im Eröffnungsspiel wie acht Jahre zuvor mit 1:1. Gegen Finnland gelang dann mit 5:0 der höchste Endrundensieg und durch ein 3:1 gegen Italien wurde der Gruppensieg perfekt gemacht. Im Viertelfinale folgte dann ein 4:0 gegen Finnland, so dass die Schwedinnen leicht favorisiert in das Halbfinale gegen Deutschland gingen, aber mit 0:1 verloren. Mit fünf Toren wurde Lotta Schelin aber beste und Nilla Fischer mit drei Toren zweitbeste Torschützin der Endrunde.

### EM 2017 in den Niederlanden
Die EM 2017 fand in den Niederlanden und erstmals mit 16 Mannschaften statt. Schweden traf in der Qualifikation wieder einmal auf Dänemark, die Slowakei, Polen und erstmals die Moldau. Schweden konnte sich als Gruppensieger für die EM qualifizieren. Dabei kassierten die Schwedinnen im vorletzten Gruppenspiel gegen die Slowakei beim 2:1 das erste Gegentor und verloren nur das letzte Gruppenspiel gegen Dänemark, hatten aber bereits da den Gruppensieg sicher. Im ersten Qualifikationsspiel bestritt Lisa Dahlkvist ihr 100. und Caroline Seger im vierten Spiel ihr 150. Länderspiel.
Für die Auslosung der Endrundengruppen am 8. November 2016 wurden die Schwedinnen Topf 2 zugeordnet und der Gruppe B mit Titelverteidiger Deutschland, Italien und Russland zugelost, womit dies die einzige Gruppe ohne Neuling und ohne Nachbarschaftsduell war. Die Schwedinnen starteten mit einem torlosen Remis gegen die Titelverteidigerinnen, dem ersten Remis überhaupt zwischen beiden Mannschaften. Nach einem Sieg gegen die Russinnen konnten sie sich eine 2:3-Niederlage gegen die bereits ausgeschiedenen Italienerinnen leisten, da Deutschland im Parallelspiel gegen Russland gewann. Im Viertelfinale verloren sie dann gegen die Gastgeberinnen mit 0:2 und schieden aus dem Turnier aus, womit auch die Amtszeit von Pia Sundhage endete, die dies bereits vorher angekündigt hatte. Dennoch verbesserten sich die Schwedinnen in der ewigen Rangliste um einen Platz, da die zuvor vor ihnen platzierten Norwegerinnen alle drei Gruppenspiele verloren. Lotta Schelin ist durch zwei Tore in den Niederlanden nun mit insgesamt acht Endrundentoren auch alleinige schwedische EM-Rekordtorschützin.

### EM 2022 in England
2021 sollte die Endrunde zum zweiten Mal in England stattfinden. Aufgrund der COVID-19-Pandemie wurde die EM der Männer, die 2020 stattfinden sollte, um ein Jahr verschoben und deshalb auch die EM der Frauen, so dass diese nun 2022 stattfinden soll. Gegner in der Qualifikation waren Island (Gegner in der WM-Qualifikation 1999, 2007 und EM-Qualifikation 1984), die Slowakei (Gegner in der EM-Qualifikation 1995, 2017), Ungarn (zuletzt Gegner in der WM-Qualifikation 2019) und Lettland (Gegner in der EM-Qualifikation 1995). Von den Gegnern konnte sich zuvor nur Island für die drei letzten EM-Endrunden qualifizieren. Die schwedische Mannschaft, die seit dem Viertelfinalaus bei der letzten EM von Peter Gerhardsson trainiert wird, startete mit drei Siegen. Dann mussten die für den April und Juni 2020 terminierten Spiele wegen der Pandemie in den September und Oktober verschoben werden. Nach der Corona-Pause folgte ein 8:0 gegen Ungarn und dann wurden beim 1:1 in Island erstmals Punkte abgegeben. Nach einem 7:0 gegen Lettland wurde aber das entscheidende Spiel um den Gruppensieg gegen Island mit 2:0 gewonnen, so dass die vorzeitige Qualifikation geschafft wurde.  Bei der Auslosung am 28. Oktober 2021 wurde Schweden in die Gruppe mit Titelverteidiger Niederlande, Russland und der Schweiz gelost. Russland wurde später zunächst wegen des russischen Überfalls auf die Ukraine suspendiert um am 2. Mai durch Portugal ersetzt.
Nach einem 1:1 gegen den Titelverteidiger wurde gegen die Schweiz mit 2:1 und Portugal mit 5:0 gewonnen, so dass als Gruppensieger die K.-o.-Runde erreicht wurde. Im Viertelfinale gegen Belgien mussten sie bis in der Nachspielzeit warten, in der Linda Sembrant das einzige Tor des Spiels gelang. Im Halbfinale gegen Gastgeber England hätten sie bereits nach 22 Sekunden in Führung gehen können, die erstmals eingesetzte Sofia Jakobsson scheiterte aber an der englischen Torhüterin. Auch danach hatten die Schwedinnen die besseren Chancen, konnten sie aber nicht nutzen, in der 34. Minute gelang dann Beth Mead mit ihrem sechsten Turniertor die Führung für die Engländerinnen, die sie bis zum Ende auf 4:0 ausbauten. Für die Schwedinnen war es die erste reguläre Niederlage seit dem 7. März 2020, als sie beim Algarve-Cup 2020 mit 1:2 gegen Dänemark verloren.

### EM 2025 in der Schweiz
Die Qualifikation lief erstmals unter einem anderen Modus. Analog der UEFA Women’s Nations League wurde in drei Ligen gespielt, wobei sich die Gruppensieger und -zweiten der Liga A direkt für die Endrunde qualifizierten. Die Gruppendritten und -vierten hatten dann noch die Chance sich über Play-offs für die Endrunde zu qualifizieren. Die Schwedinnen treffen in Liga A3 auf Titelverteidiger England, Frankreich und Irland. Die Schwedinnen gewannen beide Spiele gegen Irland, spielten zweimal remis gegen England und verloren beide Spiele gegen Frankreich. Damit reichte es nur zum dritten Platz. In den Play-offs trafen sie im Halbfinale auf Luxemburg und gewannen beide Spiele (4:0 und 8:0). Auch im Play-off-Finale gegen Serbien blieben sie ohne Gegentor und gewannen mit 2:0 und 6:0.
Bei der Auslosung am 16. Dezember wurden die Schwedinnen in die Gruppe mit Rekordeuropameister Deutschland, Dänemark und EM-Neuling Polen gelost. Nach Siegen gegen Dänemark (1:0) und Polen (3:0) stand der vorzeitige Viertelfinaleinzug fest. Im letzten Spiel gegen Deutschland, gegen das noch nie bei einer EM-Endrunde gewonnen wurde, ging es nur noch um den Gruppensieg, für den den Schwedinnen ein Remis reichte. Sie gerieten zwar bereits in der siebten Minute in Rückstand, konnten aber fünf Minuten später den Ausgleich erzielen und dann auch das Spiel komplett drehen und mit 4:1 gewinnen.
Im Viertelfinale trafen sie auf Titelverteidiger England. In der zweiten Minute konnte EM-Rekordspielerin Kosovare Asllani ihre Mannschaft in Führung bringen und in der 25. Minute erhöhte Stina Blackstenius auf 2:0. Die Führung, die durchaus hätte ausgebaut werden konnte, wurde dann zwischen der 79. und 81. Minute verspielt, so dass es am Ende zum Elfmeterschießen kam. Hier konnte Jennifer Falk zwar vier Elfmeter halten und die englische Torhüterin nur zwei, da aber drei Schwedinnen über das Tor bzw. an den Pfosten schossen, ging das Elfmeterschießen mit 2:3 verloren.

## Statistiken
Sämtliche Statistiken umfassen nur die Europameisterschaften, bei denen tatsächlich eine Endrunde stattgefunden hat. Die Europameisterschaften 1984 und 1995 werden also nicht berücksichtigt.

### Spielerinnen mit den meisten Einsätzen bei Europameisterschaften
| Spiele | Spieler                   | Jahr (Spiele)                                    |
| ------ | ------------------------- | ------------------------------------------------ |
| 22     | Kosovare Asllani          | 2009 (4), 2013 (5), 2017 (4), 2022 (5), 2025 (4) |
| 19     | Caroline Seger            | 2005 (3), 2009 (4), 2013 (5), 2017 (4), 2022 (3) |
| 17     | Hedvig Lindahl            | 2005 (4), 2009 (4), 2013 (0), 2017 (4), 2022 (5) |
|        | Victoria Sandell Svensson | 1997 (4), 2001 (5), 2005 (4), 2009 (4)           |
| 16     | Lotta Schelin             | 2005 (3), 2009 (4), 2013 (5), 2017 (4)           |
| 14     | Therese Sjögran           | 2001 (4), 2005 (4), 2009 (4), 2013 (2)           |
| 13     | Stina Blackstenius        | 2017 (4), 2022 (5), 2025 (4)                     |
| 12     | Kristin Bengtsson         | 1997 (4), 2001 (4), 2005 (4)                     |
|        | Lisa Dahlkvist            | 2009 (3), 2013 (5), 2017 (4)                     |
|        | Hanna Ljungberg           | 1997 (3), 2001 (5), 2005 (4)                     |
|        | Fridolina Rolfö           | 2017 (4), 2022 (5), 2025 (3)                     |
| 11     | Nilla Fischer             | 2009 (3), 2013 (5), 2017 (3)                     |
|        | Jane Törnqvist            | 1997 (4), 2001 (3), 2005 (4)                     |
| 10     | Jonna Andersson           | 2017 (3), 2022 (3), 2025 (4)                     |
|        | Malin Andersson           | 1997 (4), 2001 (5, 2005 (1)                      |
|        | Magdalena Eriksson        | 2017 (3), 2022 (5), 2025 (2)                     |
|        | Karolina Westberg         | 1997 (4), 2001 (5), 2005 (1)                     |
| 9      | Nathalie Björn            | 2022 (5), 2025 (4)                               |
|        | Johanna Rytting Kaneryd   | 2022 (5), 2025 (4)                               |
|        | Sara Larsson              | 2001 (4), 2005 (4), 2009 (1)                     |
|        | Hanna Marklund            | 2001 (5), 2005 (4)                               |
|        | Malin Moström             | 2001 (5), 2005 (4)                               |
|        | Charlotte Rohlin          | 2009 (4), 2013 (5)                               |
|        | Linda Sembrant            | 2017 (4), 2022 (3), 2025 (2)                     |
|        | Sara Thunebro             | 2009 (4), 2013 (5)                               |
| 8      | Filippa Angeldal          | 2022 (4), 2025 (4)                               |
|        | Hanna Bennison            | 2022 (5), 2025 (3)                               |
|        | Lina Hurtig               | 2022 (4), 2025 (4)                               |
|        | Josefine Öqvist           | 2009 (3), 2013 (5)                               |

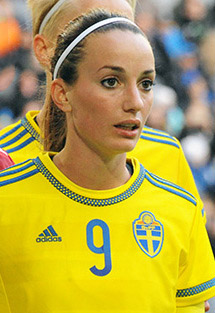
Kosovare Asllani (2015), mit 22 Einsätzen schwedische EM-Rekordspielerin

Stand: 17. Juli 2025 (Spielerinnen, die 2025 teilnahmen sind fett markiert)

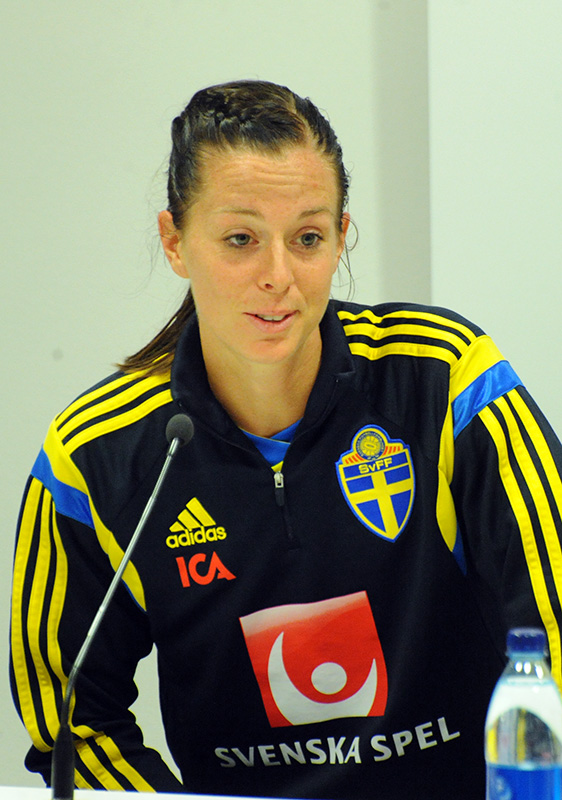
Lotta Schelin, schwedische EM-Rekordtorschützin

### Spielerinnen mit den meisten Toren bei Europameisterschaften
| Tore | Spieler                   | Jahr (Tore)                                      |
| ---- | ------------------------- | ------------------------------------------------ |
| 8    | Lotta Schelin             | 2005 (0), 2009 (1), 2013 (5), 2017 (2)           |
| 6    | Stina Blackstenius        | 2017 (2), 2022 (1, 2025 (3)                      |
|      | Hanna Ljungberg           | 1997 (1), 2001 (2), 2005 (3)                     |
| 5    | Kosovare Asllani          | 2009 (1), 2013 (1), 2017 (0), 2022 (1), 2025 (2) |
| 3    | Nilla Fischer             | 2009 (0), 2013 (3), 2017 (0)                     |
|      | Victoria Sandell Svensson | 1997 (0), 2001 (0), 2005 (0), 2009 (3)           |
|      | Filippa Angeldal          | 2022 (2), 2025 (1)                               |
|      | Lena Videkull             | 1987 (1), 1989 (2)                               |
| 2    | Gunilla Axén              | 1987 (2)                                         |
|      | Lina Hurtig               | 2025 (2)                                         |
|      | Fridolina Rolfö           | 2022 (1), 2025 (1)                               |
|      | Josefine Öqvist           | 2013 (2)                                         |
| 1    | 19 Spielerinnen           |                                                  |

Stand: 17. Juli 2025

## Bilanz gegen die anderen Europameister bei Europameisterschaften
- England: 8 Spiele – 4 Siege, 2 Remis (davon 1× im Elfmeterschießen verloren), 2 Niederlagen – 12:10 Tore
- Deutschland: 7 Spiele – 1 Sieg 1 Remis, 5 Niederlagen – 7:10 Tore
- Norwegen: 6 Spiele – 1 Sieg, 5 Niederlagen – 12:15 Tore
- Niederlande: 2 Spiele – 1 Remis, 1 Niederlage  – 1:3 Tore

Anmerkung: Inkl. Finalrundenspiele

## Endrunden-Spiele
Die Schwedinnen bestritten bisher 39 Endrunden-Spiele, wovon 21 gewonnen wurden, sieben remis endeten und elf verloren wurden. fünf Spiele mussten verlängert werden, wovon je zwei durch Tore gewonnen und verloren wurden, dabei eins durch Golden Goal, sowie eins im Elfmeterschießen verloren wurde. Neun Endrundenspiele fanden auf heimischen Boden statt. Sechsmal spielten die Schwedinnen gegen die Gastgeberinnen und siebenmal gegen den Titelverteidiger, wobei sie nie gegen die Titelverteidigerinnen gewannen. Häufigste Gegner waren Deutschland und England (je 6 Spiele), Dänemark, Italien, Norwegen und Russland (je 4). 2022 sollte ein weiteres Spiel gegen Russland hinzukommen, die Russinnen wurden aber suspendiert.
| Nr. | Datum      | Ergebnis             | Gegner 1    | Austragungsort    | Anlass                         | Bemerkung                                                                      |
| --- | ---------- | -------------------- | ----------- | ----------------- | ------------------------------ | ------------------------------------------------------------------------------ |
| 1   | 11.06.1987 | 3:2 n. V.            | England     | Moss (NOR)        | Halbfinale                     |                                                                                |
| 2   | 14.06.1987 | 1:2                  | Norwegen    | Oslo (NOR)        | Finale                         |                                                                                |
| 3   | 28.06.1989 | 1:2                  | Norwegen    | Lüdenscheid (DEU) | Halbfinale                     |                                                                                |
| 4   | 30.06.1989 | 2:1 n. V.            | Italien     | Osnabrück (DEU)   | Spiel um Platz 3               |                                                                                |
| 5   | 29.06.1997 | 2:1                  | Russland    | Karlstad          | Gruppenspiel                   |                                                                                |
| 6   | 02.07.1997 | 1:0                  | Spanien     | Karlskoga         | Gruppenspiel                   |                                                                                |
| 7   | 05.07.1997 | 3:0                  | Frankreich  | Karlstad          | Gruppenspiel                   |                                                                                |
| 8   | 09.07.1997 | 0:1                  | Deutschland | Karlstad          | Halbfinale                     |                                                                                |
| 9   | 23.06.2001 | 1:3                  | Deutschland | Erfurt (DEU)      | Gruppenspiel                   | 250. Länderspiel nach SvFF-Zählung                                             |
| 10  | 27.06.2001 | 4:0                  | England     | Jena (DEU)        | Gruppenspiel                   |                                                                                |
| 11  | 30.06.2001 | 1:0                  | Russland    | Erfurt (DEU)      | Gruppenspiel                   |                                                                                |
| 12  | 04.07.2001 | 1:0                  | Dänemark    | Ulm (DEU)         | Halbfinale                     |                                                                                |
| 13  | 07.07.2001 | 0:1 n. V.            | Deutschland | Ulm (DEU)         | Finale                         | Niederlage durch Golden Goal                                                   |
| 14  | 05.06.2005 | 1:1                  | Dänemark    | Blackpool (ENG)   | Gruppenspiel                   |                                                                                |
| 15  | 08.06.2005 | 0:0                  | Finnland    | Blackpool (ENG)   | Gruppenspiel                   | 300. Länderspiel nach FIFA-Zählung                                             |
| 16  | 11.06.2005 | 1:0                  | England     | Blackburn (ENG)   | Gruppenspiel                   |                                                                                |
| 17  | 16.06.2005 | 2:3 n. V.            | Norwegen    | Warrington (ENG)  | Halbfinale                     |                                                                                |
| 18  | 25.08.2009 | 3:0                  | Russland    | Turku (FIN)       | Gruppenspiel                   |                                                                                |
| 19  | 28.08.2009 | 2:0                  | Italien     | Turku (FIN)       | Gruppenspiel                   |                                                                                |
| 20  | 31.08.2009 | 1:1                  | England     | Turku (FIN)       | Gruppenspiel                   |                                                                                |
| 21  | 04.09.2009 | 1:3                  | Norwegen    | Helsinki (FIN)    | Viertelfinale                  |                                                                                |
| 22  | 10.07.2013 | 1:1                  | Dänemark    | Göteborg          | Gruppenspiel (Eröffnungsspiel) | 50. Spiel gegen Dänemark                                                       |
| 23  | 13.07.2013 | 5:0                  | Finnland    | Göteborg          | Gruppenspiel                   |                                                                                |
| 24  | 16.07.2013 | 3:1                  | Italien     | Halmstad          | Gruppenspiel                   |                                                                                |
| 25  | 21.07.2013 | 4:0                  | Island      | Halmstad          | Viertelfinale                  |                                                                                |
| 26  | 24.07.2013 | 0:1                  | Deutschland | Göteborg          | Halbfinale                     |                                                                                |
| 27  | 17.07.2017 | 0:0                  | Deutschland | Breda (NLD)       | Gruppenspiel                   | Erstes Remis gegen Deutschland                                                 |
| 28  | 21.07.2017 | 2:0                  | Russland    | Deventer (NLD)    | Gruppenspiel                   |                                                                                |
| 29  | 25.07.2017 | 2:3                  | Italien     | Doetinchem (NLD)  | Gruppenspiel                   |                                                                                |
| 30  | 29.07.2017 | 0:2                  | Niederlande | Doetinchem (NLD)  | Viertelfinale                  | Letztes Spiel unter Pia Sundhage                                               |
| 31  | 09.07.2022 | 1:1                  | Niederlande | Sheffield (ENG)   | Gruppenspiel                   |                                                                                |
| 32  | 13.07.2022 | 2:1                  | Schweiz     | Sheffield (ENG)   | Gruppenspiel                   |                                                                                |
| 33  | 17.07.2022 | 5:0                  | Portugal 2  | Leigh (ENG)       | Gruppenspiel                   |                                                                                |
| 34  | 22.07.2022 | 1:0                  | Belgien     | Leigh (ENG)       | Viertelfinale                  |                                                                                |
| 35  | 26.07.2022 | 0:4                  | England     | Sheffield (ENG)   | Halbfinale                     |                                                                                |
| 36  | 04.07.2025 | 1:0                  | Dänemark    | Genf (CHE)        | Gruppenspiel                   | 200. Länderspiel von Kosovare Asllani                                          |
| 37  | 08.07.2025 | 3:0                  | Polen       | Luzern (CHE)      | Gruppenspiel                   |                                                                                |
| 38  | 12.07.2025 | 4:1                  | Deutschland | Zürich (CHE)      | Gruppenspiel                   | Höchste EM-Niederlage für Deutschland 100. Länderspiel von Fridolina Rolfö     |
| 39  | 17.07.2025 | 2:2 n. V.; 2:3 i. E. | England     | Zürich (CHE)      | Viertelfinale                  | 50. Länderspieltor von Kosovare Asllani, letztes Spiel unter Peter Gerhardsson |

Anmerkungen:

## Finalrunden-Spiele
Schweden bestritt die meisten Finalrundenspiele (7).
| Nr. | Datum      | Ergebnis | Gegner      | Austragungsort       | Anlass     | Bemerkung                                   |
| --- | ---------- | -------- | ----------- | -------------------- | ---------- | ------------------------------------------- |
| 1   | 08.04.1984 | 3:2      | Italien     | Rom (ITA)            | Halbfinale |                                             |
| 2   | 28.04.1984 | 2:1      | Italien     | Linköping            | Halbfinale |                                             |
| 3   | 12.05.1984 | 1:0      | England     | Göteborg             | Finale     |                                             |
| 4   | 27.05.1984 | 0:1      | England     | Luton (ENG)          | Finale     | Gewinn des 1. EM-Titels durch ein 4:3 i. E. |
| 5   | 26.02.1995 | 3:4      | Norwegen    | Kristiansand (NOR)   | Halbfinale |                                             |
| 6   | 05.03.1995 | 4:1      | Norwegen    | Jönköping            | Halbfinale |                                             |
| 7   | 26.03.1995 | 2:3      | Deutschland | Kaiserslautern (DEU) | Finale     |                                             |

## Rekorde
- Die meisten Heimspiele: 9 Endrundenspiele sowie 3 Finalspiele.
- Schweden stellte einmal die Torschützenkönigin: Lotta Schelin (5 Tore, 2013)